# Сквер имени И. Я. Яковлева
Сквер имени Ивана Яковлевича Яковлева — небольшой сквер, расположенный в центре столицы Чувашской Республики — городе Чебоксары — на проспекте Ленина, перед зданием Национальной библиотеки. Является излюбленным местом летнего отдыха горожан и гостей столицы Чувашской Республики.

## История
25 июня 1970 года здесь состоялось торжественное открытие памятника создателю современной чувашской письменности, великому просветителю чувашского народа — Ивану Яковлевичу Яковлеву.
В 1974 году памятник Ивану Яковлеву включён в список памятников культуры, подлежащих охране как памятники государственного значения, место расположения памятника в постановлении обозначено как «аллея Героев».
Название «Сквер имени Ивана Яковлева» с 2011 года носит также сквер на пересечении улиц 12-го сентября и Льва Толстого в Ульяновске. В 2006 году в сквере установлен памятник Ивану Яковлеву (скульптор — В. П. Нагорнов).